# 빌리스 다우진슈
빌리스 다우진슈(라트비아어: Vilis Daudziņš, 1970년 11월 7일 ~ )는 라트비아의 배우이다.